# 天囷增八
天囷增八，即白羊座31（31 Ari, 31 Arietis），是一个位于白羊座的联星系统，距离地球约115光年，视星等为5.68。